# Chung Lâu
Chung Lâu (chữ Hán giản thể: 钟楼区, chữ Hán phồn thể: 鐘樓區, âm Hán Việt: Chung Lâu khu) là một quận thuộc địa cấp thị Thường Châu, tỉnh Giang Tô, Cộng hòa Nhân dân Trung Hoa. Quận Chung Lâu có diện tích 71 km², dân số năm 2001 là 320.000 người. Quận Chung Lâu được chia thành 9 nhai đạo, 1 trấn.
- Nhai đạo biện sự xứ: Ngũ Tinh, Tây Lâm, Bắc Cảng, Hà Hoa Trì, Hoài Đức Lộ, Nam Đại Nhai, Tây Tân Kiều.
- Trấn: Tân Áp.